# Krowiak olszowy

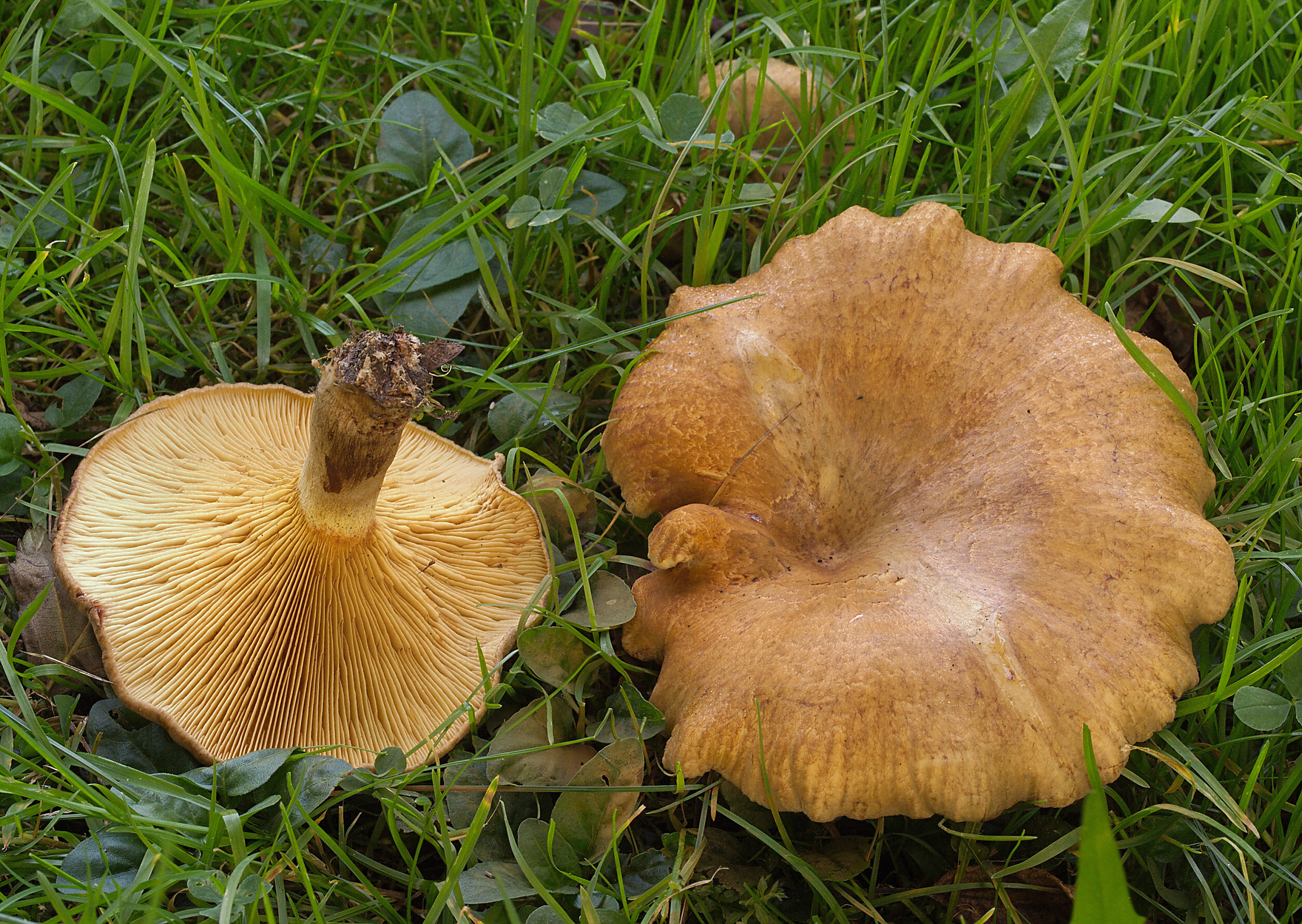

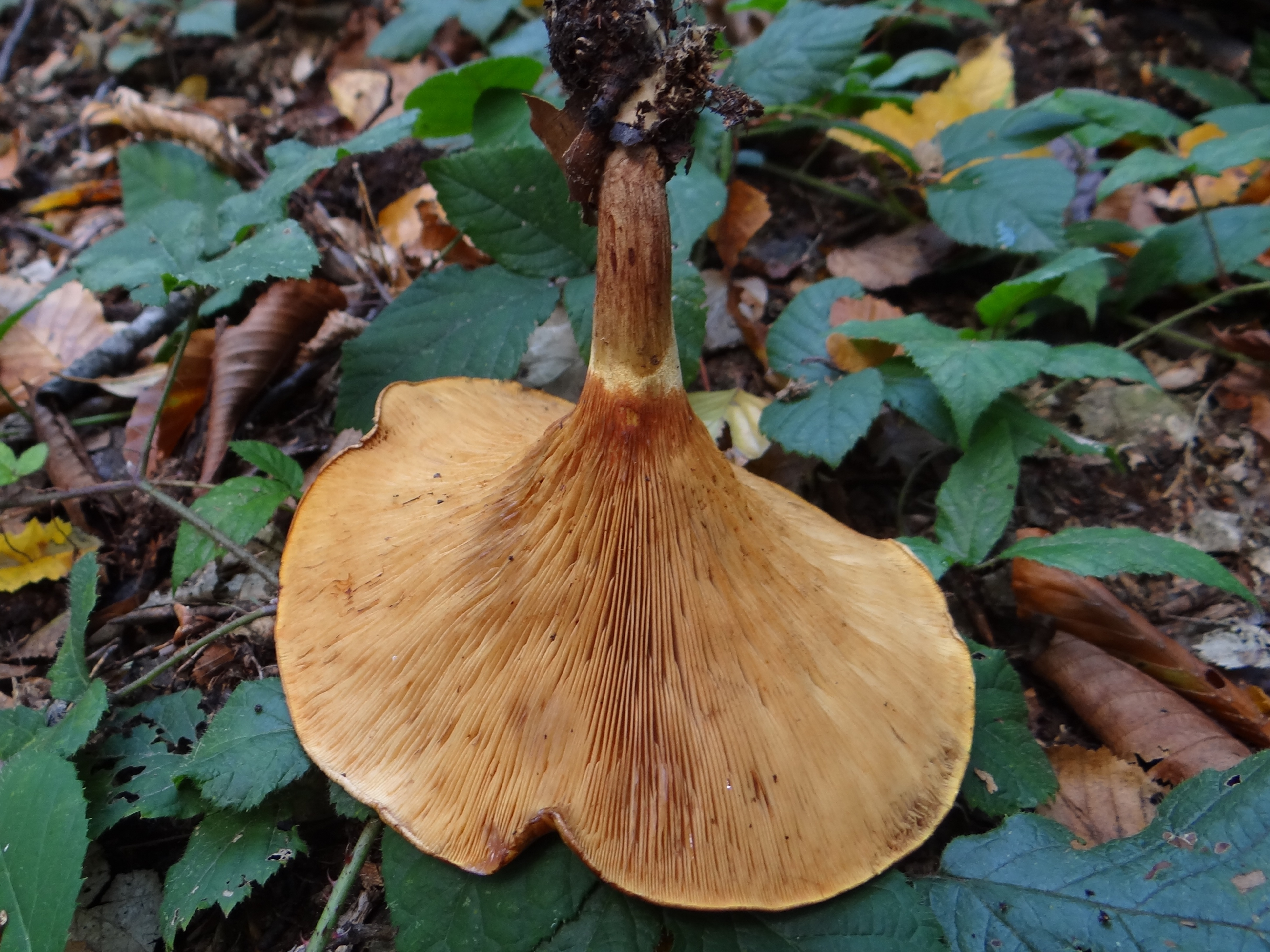
Blaszki krowiaka olszowego

Krowiak olszowy (Paxillus rubicundulus P.D. Orton) – gatunek grzybów z rodziny krowiakowatych.

## Systematyka i nazewnictwo
Pozycja w klasyfikacji według Index Fungorum: Paxillus, Paxillaceae, Boletales, Agaricomycetidae, Agaricomycetes, Agaricomycotina, Basidiomycota, Fungi.
Nazwę polską podał Władysław Wojewoda w 1999 r.

## Morfologia
Kapelusz
Średnicy od 5–10 cm, u młodych okazów płaski i niemal rozpostarty, u starszych lejkowato wklęsły. Brzegi równe, początkowo podwinięte i pilśniowe, później wyprostowują się. Skórka jasnobrązowa, promieniście poszarpana i pokryta ciemniejszymi, szarobrązowymi lub oliwkowobrązowymi lub czarnymi łuskami silnie zrośniętymi ze skórką.
Blaszki
Wąskie i gęste, zbiegające na trzon. Początkowo są żółtawe, potem ciemnieją i mają rdzawy kolor. Po ugnieceniu plamią się czerwonobrązowo.
Trzon
Wysokość 3–7 cm, grubość 0,8–1,5 cm, dołem cylindryczny, rozszerzający się ku górze. Kolor początkowo żółtawy, później czerwonobrązowy.
Wysyp zarodników
Rdzawobrązowy. Zarodniki o średnicy 6–8 × 4–5 µm.
Gatunki podobne
Krowiak olszowy przypomina zabarwieniem i pokrojem trującego krowiaka podwiniętego (Paxillus involutus), jest jednak mniejszy i nieco asymetrycznie osadzony, bardziej lejkowaty, powyginany i ma wyraźnie cieńszy kapelusz i trzon.

## Występowanie i siedlisko
Notowany tylko w Europie i w Australii. W Polsce W. Wojewoda w 2003 r. przytoczył 6 stanowisk.
Naziemny grzyb mykoryzowy. Owocniki tworzy od lipca do września, często w dużych grupach lub czarcich kręgach, tylko pod olchami, przeważnie w wilgotnych miejscach. Niezbyt częsty. Tworzy mykoryzy z olszą czarną.

## Znaczenie
Grzyb trujący: spożywanie niewskazane, przypuszcza się, że skutki mogą być podobne jak po zjedzeniu krowiaka podwiniętego – może wywołać nawet śmiertelną reakcję immunologiczną. Jest to jednak tylko przypuszczenie – jak dotąd grzyba tego nie sprawdzono pod względem wartości spożywczych i nie są znane przypadki zatrucia tym gatunkiem.